# Thạch Khoán
Thạch Khoán là một xã thuộc huyện Thanh Sơn, tỉnh Phú Thọ, Việt Nam.
Xã Thạch Khoán có diện tích 16,75 km², dân số năm 1999 là 4615 người, mật độ dân số đạt 276 người/km².